# باكس تينغ

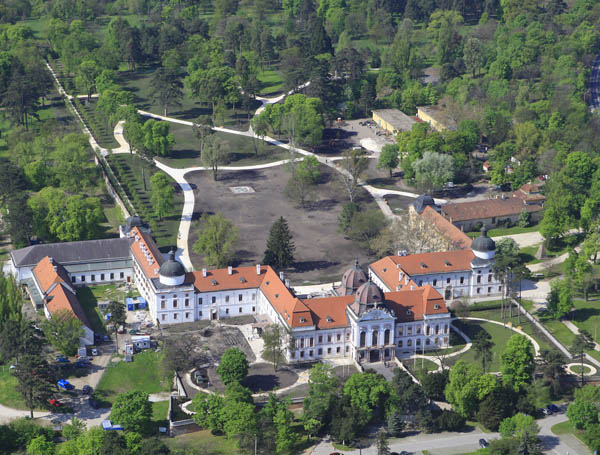

باكس تينغ (بالإنجليزية:Pax Ting) هو الاسم الذي أطلق على أول مخيم عالمي للمرشدات وفتيات الكشافة ولقد عقد بعد تأسيس الجمعية العالمية للمرشدات وفتيات الكشافة وتحديدا عقد في غودولو، المجر من 25 يوليو - 7 أغسطس عام 1939، وحضر المخيم نحو 5800 مرشدة من جميع أنحاء العالم.

## روابط خارجية
- الطوابع البريدية بمناسبة انعقاد مخيم باكس تينغ